# Region (Irak)
Eine Region (arabisch إقليم, DMG iqlīm, Plural أقاليم / aqālīm) ist die oberste Gebietskörperschaft im Irak.

## Zur Funktion der Region
Mit der Verfassung von 2005 wurde der Staat erstmals als föderal definiert:
“The federal system in the Republic of Iraq is made up of a decentralized capital, regions and governorates, and local administrations.” (Art. 112 Iraq Const. 2005, deutsch: „Das föderale System der Irakischen Republik besteht aus einem Hauptstadtterritorium, Regionen und Gouvernements, und Lokalverwaltungen“). Im Kapitel 5 werden die Pflichten und Rechte der autonomen Regionalregierungen beschrieben.
Entweder kann ein einzelnes Gouvernement als Region angesehen werden, oder mehrere Gouvernements schließen sich zu einer Region zusammen (Art. 115). Dazu reicht eine Zweidrittelmehrheit der Provinzregierung oder Votum eines Zehntels der Bevölkerung im betroffenen Gouvernement (Art. 115 A.,B.). Die Region soll eine eigene Verfassung erarbeiten (Art. 116).
Die Region wird per se als autonom gesehen:

“The regional authorities shall have the right to exercise executive, legislative, and judicial authority in accordance with this constitution, except for those powers stipulated in the exclusive powers of the federal government.”

„Die Regionsregierung hat das Recht auf Ausübung der Exekutive, Legislative und Judikative  […], ausser in den Angelegenheiten in ausschließlicher Kompetenz der Föderationsregierung“

Die Autonomie ist sehr weit definiert und umfasst schon verfassungsrechtlich auch die Sicherheitskräfte für die Region, einschließlich der Polizei (Art. 117 Abs. 5), und eigene Büros in den Botschaften und diplomatischen Missionen für kulturelle, soziale und Entwicklungsangelegenheiten (Art. 117 Abs. 4). Die Funktionen der Föderationsregierung umfassen eine in Art. 110 genannte, nur relativ kurze Liste von Agenden.

## Staatspolitische Situation
Bezüglich der Rechte und Pflichten der Regionen blieb die noch unter Einfluss der US-Besetzung nach dem Irakkrieg entstandenen Verfassung 2005 relativ lapidar und verwies an den Repräsentantenrat, ein diesbezügliches Gesetz zu verfassen (Art. 114). Das entsprechende Durchführungsgesetz verzögert sich aber.
Für die „nicht in eine Region inkorporierten Gouvernements“ wurden im Artikel 118 Regelungen geschaffen, und ebenfalls gewisse Autonomie zuerkannt.
Schon im Vorfeld wurde vermutet, dass die schiitische Seite das Institut der autonomen Region, das wohl anfangs primär auf die Kurdenfrage zugeschnitten war, für sich instrumentalisieren wollte: Sie hatte in den neun südlichen Provinzen die Mehrheit, und die Sunnis befürchteten, dass sich diese zu einer gemeinsamen Region zusammenschließen, sodass die nicht ölfördernden Gebiete des Zentralirak als isoliert zurückbleiben.
Eine Region der Schiiten im Süden war nach 2005 seitens des Obersten Islamischen Rats (SCIRI) im Gespräch, sie sollte Basra und andere Gouvernements umfassen und den Namen Autonome Region Sumer bekommen. Als Kompromiss wurden dann auch zwei Regionen, eine um Basra und eine am mittleren Euphrat, vorgeschlagen.
Weitere Pläne zur Schaffung neuer Regionen gerieten dann schon in die Konflikte um den sunnitisch dominierten ISI (heute IS/Daesch), der im Nordwesten um das Gouvernement Ninawa spätestens ab 2006 einen eigenen „Islamischen Staat im Irak“ anstrebte. Mit dem Abzug der Besatzungstruppen 2011 und der Syrienkrise eskalierte die instabile politische Lage weiter, anstatt die Territorialverwaltung zu konsolidieren.

## Bestehende Regionen
Zurzeit gibt es nur die Region Kurdistan (Herêmî Kurdistan/Iqlīm Kurdistān), bestehend aus den Gouvernements Dahuk, Erbil, as-Sulaimaniya und (seit 2014) Halabdscha. Sie geht auf das Jahr 1970 zurück und wurde im Artikel 113 ausdrücklich in den Geltungsbereich der Verfassung von 2005 übernommen. Sie hat (Stand Anfang 2016) die wichtigsten staatspolitischen Instrumente, Regionalregierung (Kurdistan Regional Government), Regionspräsidentschaft (Kurdistan Region Presidency) und Parlament (Kurdistan Parliament) umgesetzt, noch nicht aber die Verfassung. Es gab 2009 einen Entwurf.